# Экономика Гайаны

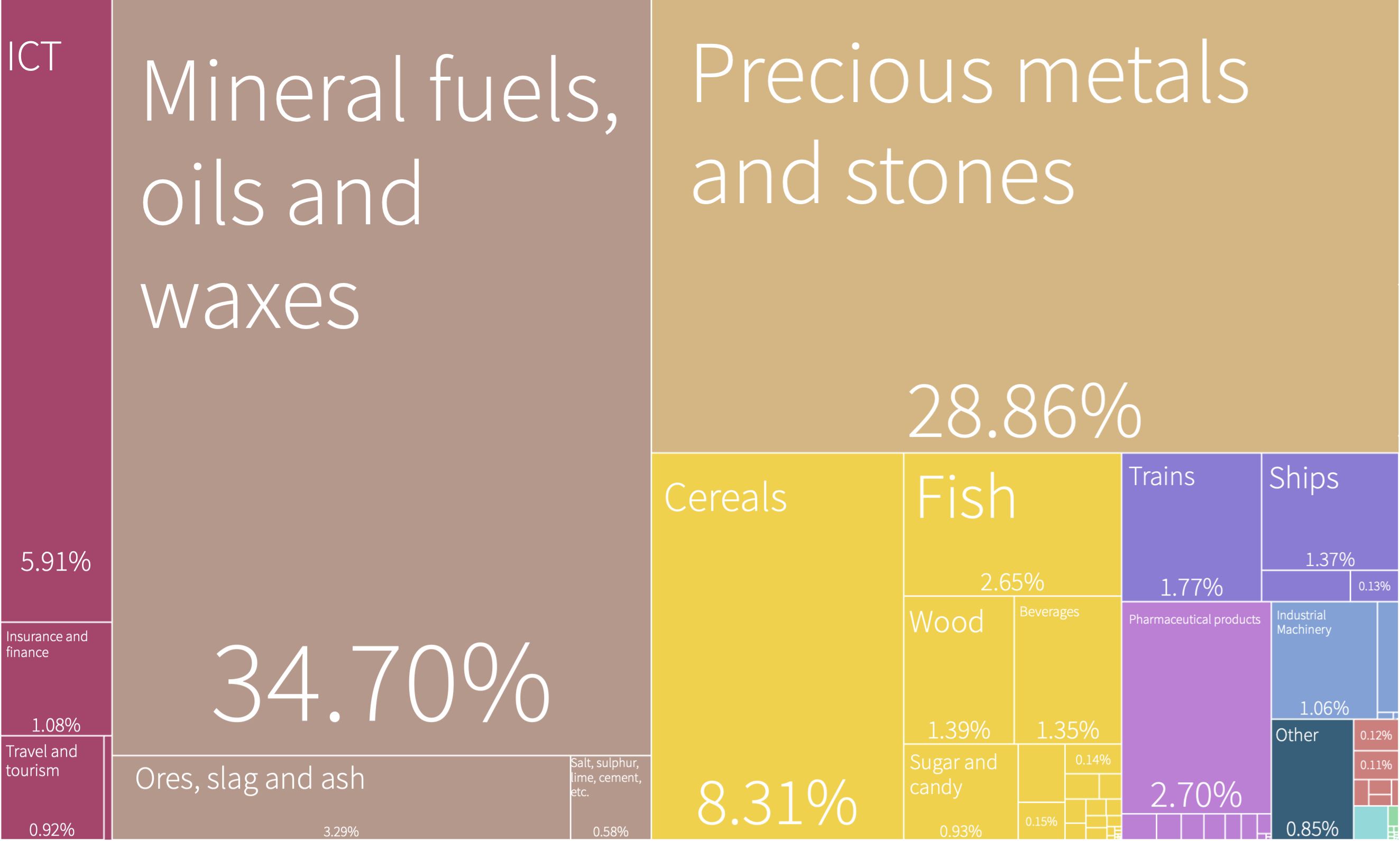
Guyana export treemap

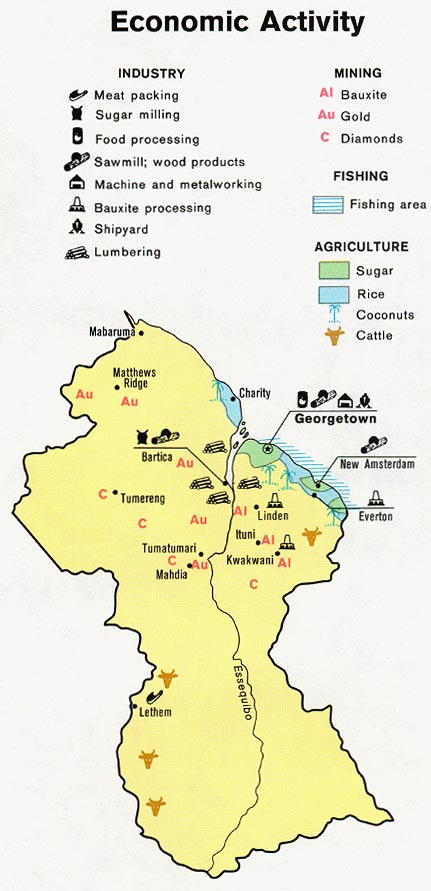
Экономическая активность в Гайане

Гайана — аграрно-промышленная страна. Основа экономики — сельское хозяйство и добыча бокситов. Кроме горной выделяется сахарная промышленность. Внутренний транспорт - преимущественно автомобильный. Важным является и морской транспорт.
По данным [Index of Economic Freedom, The Heritage Foundation, U. S. A., 2001]: ВВП — $ 700 млн. Темп роста ВВП — (-1,5) %. ВВП на душу населения — $ 825. Прямые зарубежные инвестиции — $ 42 млн. Импорт — $ 739 млн (в осн. США — 28,2 %; Тринидад и Тобаго — 19 %; Нидерланды — 12,9 %; Великобритания — 8,3 % — все на 1997). Экспорт — $ 659 млн (в осн. Канада — 24,2 %; Великобритания — 20,8 %; США — 20,3 %; Нидерланды — 9,2 %). 
В 1990-х годах основные статьи экспорта — бокситы, глинозем (на сумму 40 млн долл. в 1996), золото (120 млн долл.), сахар-сырец (163,5 млн долл. в 1995), рис (93,7 млн долл.), древесина ценных пород и фанера (32 млн долл. в 1995), креветки, ром; импорта — машины, оборудование, транспортные средства, строительные материалы, продовольствие, промышленные товары.
Программа экономической помощи, включающая рекомендации МВФ и значительную иностранную финансовую поддержку, позволила Гайане сдержать инфляцию и частично решить проблему платежей по внешним долгам.
В 1990-е годы экономический рост Гайаны составил 5 % ежегодно. Вместе с тем Гайана остается одной из беднейших стран Западного полушария с низким доходом на душу населения. Экономика Гайаны зависит от экспорта сахара, бокситов, золота, риса, креветок, рома и древесины. Гайана импортирует большинство потребительских товаров, продукцию машиностроения, оборудование, топливо и пищевые продукты. 
В начале 1980-х годов почти половина стоимости импорта приходилась на нефтепродукты. Правительство стремится наладить производство потребительских товаров, чтобы снизить долю импорта и увеличить экспорт. Более четверти гайанского экспорта составляет промышленная продукция; еще 25 % приходится на минеральное сырье.

## Сельское хозяйство, лесное хозяйство и рыболовство
Сельское хозяйство, лесное хозяйство и рыболовство составляют четверть внутреннего валового продукта Гайаны и приносят около половины всех доходов от экспорта. Хоть в аграрном секторе экономики занято около четверти работающего населения, площадь сельскохозяйственных угодий не превышает 1 % территории страны. Фактически все земледелие сосредоточено в прибрежной полосе шириной от 3 до 13 км между реками Эсекибо и Корантейн. Основная сельскохозяйственная культура Гайаны — сахарный тростник. Основные импортеры гайанского сахара — страны ЕС и Канада. Из сахарного тростника получают также черную патоку и ром. Рис — вторая после сахара сельскохозяйственная культура Гайаны. В стране действуют 75 рисовых фабрик. Рис составляет основу местного рациона, несмотря на то, что значительная его часть экспортируется. Рисовые фермы в основном небольшие, площадью менее 3 га каждая, хоть растет число крупных механизированных хозяйств. Выращиваются также кокосовые пальмы, табак, кофе, какао, цитрусовые, овощи, бананы и зерновые. Животноводство мясного направления развито в саванне, а молочного — в прибрежной полосе.
Широкомасштабные лесозаготовки в недавнем прошлом в значительной степени истощили богатые лесные ресурсы страны. В Гайане растёт т.н. железное дерево, прочная древесина которого используется в судостроении, для изготовления деталей машин и подводных сооружений. Ведутся заготовки древесины карапы гвинейской (крабовое дерево) и моры высокой. Практикуется подсечка каучуконосов с целью добывания сока гевеи (продукта коагуляции латекса). В 1994 на лесоразработках было занято 20 тыс. рабочих и произведено 420 тыс. м3 древесины. Между 1987 и 1994 доходы от экспорта древесины почти утроились, а в 1995, когда «Барама компани лимитед» развернула экспорт фанеры, они еще больше увеличились.

## Энергетика
Производство электроэнергии в стране — около 220 млн квт·час.

## Нефть
В 2015 году, компанией ExxonMobil было открыто нефтяное месторождение Лиза-1, а в 2016 было открыто месторождение Лиза-2. На 2023 год запасы нефти в Гайане, оцениваются в 11 млрд. баррелей, тем самым делая Гайану страной с самыми большими запасами шельфовой нефти в мире.  Добыча нефти стремительно увеличивается, в 2020 году Гайана добывала около 66 тысяч баррелей в сутки, а к 2023 году дошла до отметки в 383 тысячи баррелей в сутки. Гайана, по словам главного исполнительного директора Hess Джона Хесса, к 2027 году будет перекачивать 1,2 миллиона баррелей в день, что сделает её страной с самыми большим количеством добываемой нефти на душу населения, перегнав Кувейт. Открытие новых месторождений, приводит к рекордными показателями экономического роста. Так к концу 2019 года, номинальный ВВП Гайаны оценивался в 5,5 млрд. $, а в конце 2022 года, превысил отметку в 15 млрд. $. Таким образом за три года, страна утроила свой ВВП. Согласно данным МВФ, Гайанцы на данный момент, теоретически являются самыми богатым обществом в мире, а Гайана страна с самыми высокими показателями экономического роста в мире.